# Guttulamia aurigutta
Guttulamia aurigutta là một loài bọ cánh cứng trong họ Cerambycidae.